# 熊本県立上天草高等学校
熊本県立上天草高等学校（くまもとけんりつ かみあまくさこうとうがっこう）は、熊本県上天草市大矢野町中に所在する公立の高等学校。
2010年（平成22年）4月に熊本県立天草東高等学校、熊本県立松島商業高等学校と統合の上、熊本県立上天草高等学校が開校。

## 概要

### 校訓
「叡智・信義・敬愛」

### 教育理念
校訓をもとに智・徳・体の調和のとれた将来、地域に貢献できる人材や国際社会で活躍できる人材の育成を目指した教育を行う。

## 設置学科
- 普通科
  - 生徒一人ひとりの進路希望(進学・就職)に柔軟に対応し、習熟度別授業など個に応じた指導を行う。[4]
- グローカル文理コース（特進科）
  - 国公立大学や難関私立大学への進学を目指す普通科の分岐コース。[5]
  - 2020年よりグローカル文理コースとなった。
- 情報会計科
  - 松島商業高校の伝統を引き継ぎ、就職と進学の両方に対応している。レベルの高い資格取得・検定合格を目指す。[6]
- 福祉科
  - 介護福祉類型と地域福祉類型で分岐されており、県立高校としては3番目、天草地区としては初めて設置された学科。[7]

## 沿革
- 2009年(平成21年)
  - 4月1日 - 合併前の熊本県立大矢野高等学校内に上天草地区新設高校開設準備室設置。
  - 10月9日 - 熊本県立上天草高等学校設立。
- 2010年(平成22年)
  - 3月15日 - 情報会計科実習棟竣工、福祉科実習棟竣工。
  - 4月1日 - 平成22年度新設校支援事業研究指定校。
  - 4月8日 - 開校式並びに第1回入学式挙行。
  - 10月31日 - 開校記念式典挙行。
- 2011年(平成23年)4月1日 - 平成23年度新設校支援事業研究指定校
- 2012年(平成24年)4月1日 - 平成24年度新設校支援事業研究指定校
- 2014年(平成26年)4月1日 - 平成26年度新設高校魅力創造発信事業指定校
- 2015年(平成27年)4月1日 - 平成27年度新設高校魅力創造発信事業指定校
- 2016年(平成28年)4月1日
  - 平成28年度コミュニティ・スクール導入等促進事業指定校
  - 平成28年度県立高校魅力創造発信事業指定校
- 2017年(平成29年)4月1日
  - 平成29年度総合型コミュニティ・スクール指定校
  - 平成29年度県立高校魅力創造発信事業指定校
- 2018年(平成30年)4月1日 - 平成30年度スーパーグローカルハイスクール指定校。
- 2019年(平成31年)4月1日 - 地域との協働による高校教育改革推進事業（地域魅力化型）指定高。[8]